# 大韓民國選舉

韓國選舉制度及立法、行政、司法三權分立示意圖

韩国选举制度及立法、行政、司法三权分立示意图

大韩民国选举包括总统大选、国会普选、地方自治团体首長（地方行政區首長）以及地方议会的选举，由獨立部門中央選舉管理委員會統一負責。
韩国总统由韩国国民通过直接选举的方式选出，任期为5年，不能连任。
韩国国会共有300个议席组成，每届任期四年，其中的253个席位通过简单多数制选举产生，其余的47席通过比例代表制产生。。

## 韩国历届选举

韓國投票用印章

### 总统选举
總統選舉簡稱大選（대선）。在1987年修改《大韓民國憲法》由人民直接普選總統之前，第四共和國的總統都由當權派篩選後、讓親執政黨的一萬人組成統一主體國民會議選舉團、再由這一萬人提名候選人，推薦的候選人往往只有一兩個、完全不能代表民意。接著又由這些人在獎忠體育館內進行封閉式投票選出下屆總統，本質是「表演性選舉」。在1960年「四·一九運動」和1980年「光州民主化運動」兩次流血抗爭後，上百萬韓國民眾於1987年6月在全國各地示威抗議，執政民主正義黨領袖、總統候選人盧泰愚終於宣布「629民主化宣言」，確立了沿用至今的公民直接選舉總統制，每個政黨都可推薦一名候選人，無黨派人士只要集齊5,000至7,000名選民推薦就可參選。
- 1987年大韓民國總統選舉
- 1992年大韓民國總統選舉
- 1997年大韓民國總統選舉
- 2002年大韓民國總統選舉
- 2007年大韓民國總統選舉
- 2012年大韓民國總統選舉
- 2017年大韓民國總統選舉
- 2022年大韓民國總統選舉
- 2025年大韓民國總統選舉

### 国会选举
國會選舉簡稱總選（총선）。
- 1988年大韓民國國會選舉
- 1992年大韓民國國會選舉
- 1996年大韓民國國會選舉
- 2000年大韓民國國會選舉
- 2004年大韓民國國會選舉
- 2008年大韓民國國會選舉
- 2012年大韓民國國會選舉
- 2016年大韓民國國會選舉
- 2020年大韓民國國會選舉
- 2024年大韓民國國會選舉

### 地方選舉
地方選舉簡稱地選（지선）。
- 1991年大韓民國地方議會議員選舉
- 1995年大韓民國地方選舉
- 1998年大韓民國地方選舉
- 2002年大韓民國地方選舉
- 2006年大韓民國地方選舉
- 2010年大韓民國地方選舉
- 2011年首爾市長補選
- 2014年大韓民國地方選舉
- 2018年大韓民國地方選舉
- 2022年大韓民國地方選舉

### 補選
補選稱為再補闕選舉（재보궐선거）。
- 2018年大韓民國補選
- 2019年大韓民國補選
- 2020年大韓民國補選
- 2021年大韓民國補選
- 2022年大韓民國補選